# Cascajal-Stein

Umzeichnung des Cascajal-Textes

Der Cascajal-Stein ist ein Steinblock aus dem mexikanischen Bundesstaat Veracruz, welcher der archäologischen olmekischen Kultur zugeschrieben und in das erste Jahrtausend vor Christus datiert wird. Auf einer konkav gearbeiteten Seite sind Zeichen eingeritzt, die einer bis dahin unbekannten Schrift angehören könnten. Es wäre die früheste des präkolumbischen Amerika.

## Fundsituation
Der Stein mit den Inschriften wurde 1999 bekannt. Er stammt aus einer kleinen, bis dahin nicht untersuchten archäologischen Zone in Tacamichapa (Municipio Jáltipan de Morelos) und befand sich nicht in situ, sondern im Schutt eines künstlichen Hügels aus dem Klassikum, der seit längerer Zeit für Straßenbaumaterial abgebaut wurde. Die Datierung erfolgte über Keramikfragmente, die durch die Straßenarbeiter zusammen mit dem Steinblock gefunden wurden, und die zumeist der San Lorenzo-Phase des benachbarten Fundortes San Lorenzo Tenochtitlan zugehören.

## Beschreibung
Der zwölf Kilogramm schwere Steinblock aus Serpentin (36 cm × 21 cm × 13 cm) weist auf der Oberfläche klare Spuren der Verwitterung auf. Die auf einer Seite befindlichen 62 Zeichen lassen sich in 28 verschiedene unterscheiden. Sie sind horizontal angeordnet, wobei die Linien oftmals nicht durchgehend sind. Die kleine Zahl an Zeichen könnte aus strukturellen Gründen auf eine Alphabetschrift hinweisen. Es ist allerdings nicht feststellbar, wie viele Zeichen die vermutete Schrift insgesamt besessen hat. Einzelne Zeichen scheinen von der Darstellung von Objekten wie beispielsweise Maiskolben, Ananas-Frucht und Ritualmesser abgeleitet zu sein.

## Fehlende Entzifferung
Die Bedeutung der vermuteten Schrift für die Schriftentwicklung in Mesoamerika ist noch schwer festzulegen. Das Zeicheninventar weist keine Ähnlichkeiten mit der besser bekannten Isthmischen Schrift auf, die im weiteren regionalen Umfeld in der Zeit um Christi Geburt existierte, und könnte deshalb eine isolierte Entwicklung sein. Es ist derzeit unbekannt, zu welcher Sprache die vermutete Schrift gehören könnte, weshalb die Chance für eine Lesung sehr gering ist.
Nach den Erkenntnissen der Archäologen um Carmen Rodríguez Martínez und Ponciano Ortíz Ceballos vom Instituto Nacional de Antropología e Historia handelt es sich um ein unbekanntes olmekisches Schriftsystem, das auf etwa 900 v. Chr. zu datieren ist und alle Merkmale eines echten Schriftsystems aufweist. Sogar gebundene Sprache wollen die Wissenschaftler darin erkannt haben. Dass die bearbeitete Fläche des Steines konkav ist, deutet auf die bisher einmalige Technik hin, dass Geschriebenes mehrfach abgeschlagen und der Stein neu beschriftet wurde.

## Kritik
Kritiker haben auf die unklaren Fundumstände sowie die deshalb ungesicherte Datierung hingewiesen und die Möglichkeit einer modernen Fälschung offengelassen.